# چشمک بزن خفاش کوچولو

تصویری از کلاهدوز دیوانه در حال ترانه خوانی که توسط جان تنیل کشیده شده است.

چشمک بزن خفاش کوچولو (انگلیسی: Twinkle, Twinkle, Little Bat) ترانه‌ای است که در قسمت هفتم از ماجراهای آلیس در سرزمین عجایب توسط شخصیت کلاهدوز دیوانه خوانده شده است. این ترانه تقلید طنز گونه‌ای است از ترانه چشمک بزن ستاره کوچولو که یک لالایی مشهور و قدیمی انگلیسی است.